# 须叶蚕
须叶蚕（学名：Krohnia lepidota）为眼蚕科须叶蚕属的动物。分布于地中海、热带、亚热带大西洋和太平洋，包括南海等海域，属于广温性世界分布。